# Songs for Silent Movies
Songs for Silent Movies è un EP dei Something Corporate del 2003.

## Tracce
1. Punk Rock Princess - 3:43
2. Little - 4:52
3. Konstantine - 9:35
4. Walking by - 4:32
5. Forget December - 3:12
6. I Want to Save You (Acoustic) - 4:40
7. Straw Dog (Live in London) - 4:05

## Formazione
- Andrew McMahon - voce, piano
- Josh Partington - chitarra solista
- Clutch - basso
- Brian Ireland - batteria